# Melanotaenia papuae
The Papuan rainbowfish (Melanotaenia papuae) là một loài cá thuộc họ Melanotaeniidae. Nó là loài đặc hữu của Papua New Guinea.